# La familia hippie
 La familia hippie  es una película filmada en colores de Argentina dirigida por Enrique Carreras según el guion de Abel Santa Cruz sobre la obra de teatro La cigüeña dijo ¡Sí! de Carlos Llopis que se estrenó el 25 de marzo de 1971 y que tuvo como protagonistas a Palito Ortega, Ángel Magaña, Estela Molly y Elina Colomer.
En 1955 Carreras había realizado otra versión de la obra de Llopis que tituló La cigüeña dijo ¡Sí!.

## Sinopsis
Un profesor de música se casa con la hija de un viudo, y este se casa con la madre del joven.

## Reparto
- Palito Ortega ... Claudio Vázquez
- Ángel Magaña ... Eduardo
- Estela Molly ... Aída
- Elina Colomer ... Irene
- Tono Andreu ... Jorge Morán
- Liliana Benard, como la alumna Fornaresio
- Olinda Bozán ... Felisa
- Carlos Fioriti
- Norma López Monet ... Alumna, sobrina de Morán
- Aurora del Mar ... Sirvienta
- Ernesto Raquén ... Tío Alfredo
- Los Tíos Queridos
- Paquita Vehil

## Comentarios
La Gaceta escribió:

”Todo parte de una idea, luego los argumentistas se encargan de conseguir cuatro situaciones que hagan reír al gran público y Palito canta una media docena de canciones de mayor repercusión.”

La Nación opinó:

”Humor y canciones de Palito ortega…La comedia realizada por Carreras con ritmo ágil y animado, abunda en pasajes que encuentran inmediata acción hilarante en el público.”

Manrupe y Portela escriben:

”A partir de una idea con posibilidades, una comedia de enredos que cae dentro de lo esperable de “una de Palito”.”